# Stalingrad (álbum)
Stalingrad —subtitulado Brothers in Death— es el decimotercer álbum de estudio de la banda de heavy metal Accept, publicado en 2012 por Nuclear Blast. Al igual que su antecesor Blood of the Nations fue producido por Andy Sneap y tras su lanzamiento, recibió muy buenas críticas de la prensa especializada y muy buenos lugares en las listas musicales de varios países.

## Recepción
Tras su publicación recibió buenas reseñas por parte de la crítica especializada. James Christopher Monger de Allmusic lo consideró como un buen sucesor de Blood of the Nations y mencionó: «Accept del siglo XXI sigue siendo el mismo como lo fue en los ochenta; el empleo de una fórmula simple de oscuridad, melodías melódicas, imágenes de guerra y voces potentes. Lo sorprendente, es lo bien que todavía funciona». El sitio Thrash Hits le dio cinco y media estrellas de un total de seis y definió al álbum simplemente como «increíble». Por su parte, el sitio Blabbermouth consideró lo siguiente: «No hay trucos aquí; solo es otro producto de calidad, no tan robusto como Blood of the Nations, pero se acerca bastante».
Junto a las buenas críticas, el álbum entró en varias listas musicales obteniendo posiciones similares a su anterior producción, como por ejemplo en Alemania, donde obtuvo el puesto 6 en los Media Control Charts. Por su parte, en los Estados Unidos alcanzó el puesto 81 en los Billboard 200, siendo el primer álbum desde Metal Heart de 1985 en entrar en los top 100 de aquel país, tras vender más de 5400 copias durante la primera semana de su publicación.

## Lista de canciones
Toda la música escrita por Wolf Hoffmann y Peter Baltes, y las letras por Mark Tornillo.

| N.º | Título                      | Duración |  |
| 1.  | «Hung, Drawn and Quartered» | 4:35     |  |
| 2.  | «Stalingrad»                | 5:59     |  |
| 3.  | «Hellfire»                  | 6:07     |  |
| 4.  | «Flash to Bang Time»        | 4:07     |  |
| 5.  | «Shadow Soldiers»           | 5:47     |  |
| 6.  | «Revolution»                | 4:08     |  |
| 7.  | «Against the World»         | 3:36     |  |
| 8.  | «Twist of Fate»             | 5:30     |  |
| 9.  | «The Quick and the Dead»    | 4:26     |  |
| 10. | «Never Forget»              | 4:51     |  |
| 11. | «The Galley»                | 7:21     |  |

## Posicionamiento en listas semanales
| País           | Lista                  | Posición |
| -------------- | ---------------------- | -------- |
| Hungría        | Top 40 Album           | 5        |
| Alemania       | Media Control Charts   | 6        |
| Estados Unidos | Top Hard Rock Albums   | 7        |
| Estados Unidos | Top Tastemaker Albums  | 8        |
| Finlandia      | Yleisradio             | 8        |
| Suecia         | Sverigetopplistan      | 10       |
| Estados Unidos | Top Independent Albums | 13       |
| Suiza          | Swiss Music Charts     | 17       |
| Noruega        | VG-lista               | 22       |
| Estados Unidos | Top Rock Albums        | 29       |
| Austria        | Ö3 Austria Top 40      | 32       |
| Polonia        | Polish Music Charts    | 46       |
| España         | Top 100 Álbumes        | 66       |
| Bélgica        | Ultratop (Valonia)     | 68       |
| Francia        | French Albums Chart    | 77       |
| Japón          | Japan Albums Chart     | 80       |
| Estados Unidos | Billboard 200          | 81       |
| Italia         | Top 100 Artisti        | 94       |

## Músicos
- Mark Tornillo: voz
- Wolf Hoffmann guitarra eléctrica
- Herman Frank: guitarra eléctrica
- Peter Baltes: bajo
- Stefan Schwarzmann: batería